# Their Hour
Their Hour è un cortometraggio muto del 1915. Il nome del regista non viene riportato. Il film segna l'esordio sullo schermo di Zoe Rae, una bambina di cinque anni che avrebbe recitato in quasi sessanta film dal 1915 al 1920.

## Produzione
Il film fu prodotto dall'Universal Film Manufacturing Company (con il nome Universal Gold Seal).

## Distribuzione
Distribuito dall'Universal Film Manufacturing Company, uscì nelle sale cinematografiche USA il 2 marzo 1915.